# NGC 5544
NGC 5544 is een balkspiraalstelsel in het sterrenbeeld Ossenhoeder. Het hemelobject werd op 1 mei 1785 ontdekt door de Duits-Britse astronoom William Herschel.

## Synoniemen
- UGC 9142
- Arp 199
- MCG 6-31-90
- VV 210
- ZWG 191.73
- PRC D-46
- KCPG 422A
- PGC 51018